# Suore francescane missionarie di Maria
Le Suore Francescane Missionarie di Maria sono un istituto religioso femminile di diritto pontificio: i membri di questa congregazione pospongono al loro nome la sigla F.M.M.

## Storia

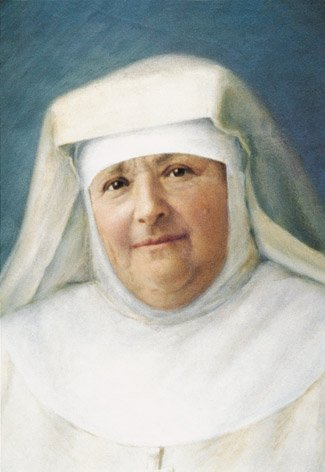
Maria della Passione de Chappotin de Neuville, fondatrice della congregazione

L'istituto venne fondato dalla religiosa francese Hélène de Chappotin de Neuville (1839-1904): già clarissa a Nantes, nel 1864 entrò nella Società di Maria Riparatrice con il nome di suor Maria della Passione e partì come missionaria per l'India.
Ottenuta l'autorizzazione da papa Pio IX (1846-1878), il 6 gennaio 1877 la de Chappotin istituì ad Ootacamund, nel vicariato apostolico di Coimbatore, la congregazione delle Suore Francescane Missionarie di Maria, dedite al servizio dei poveri nelle terre di missione: il 24 aprile del 1877 la nuova famiglia religiosa venne riconosciuta come istituto di diritto diocesano.
L'istituto, aggregato all'Ordine dei Frati Minori dal 4 ottobre 1882, ricevette il pontificio decreto di lode il 12 agosto 1885 ed è stato approvato definitivamente dalla Santa Sede il 17 luglio 1890 (le sue costituzioni l'11 maggio 1896).
La fondatrice è stata beatificata da papa Giovanni Paolo II  il 20 ottobre 2002 .

## Attività e diffusione

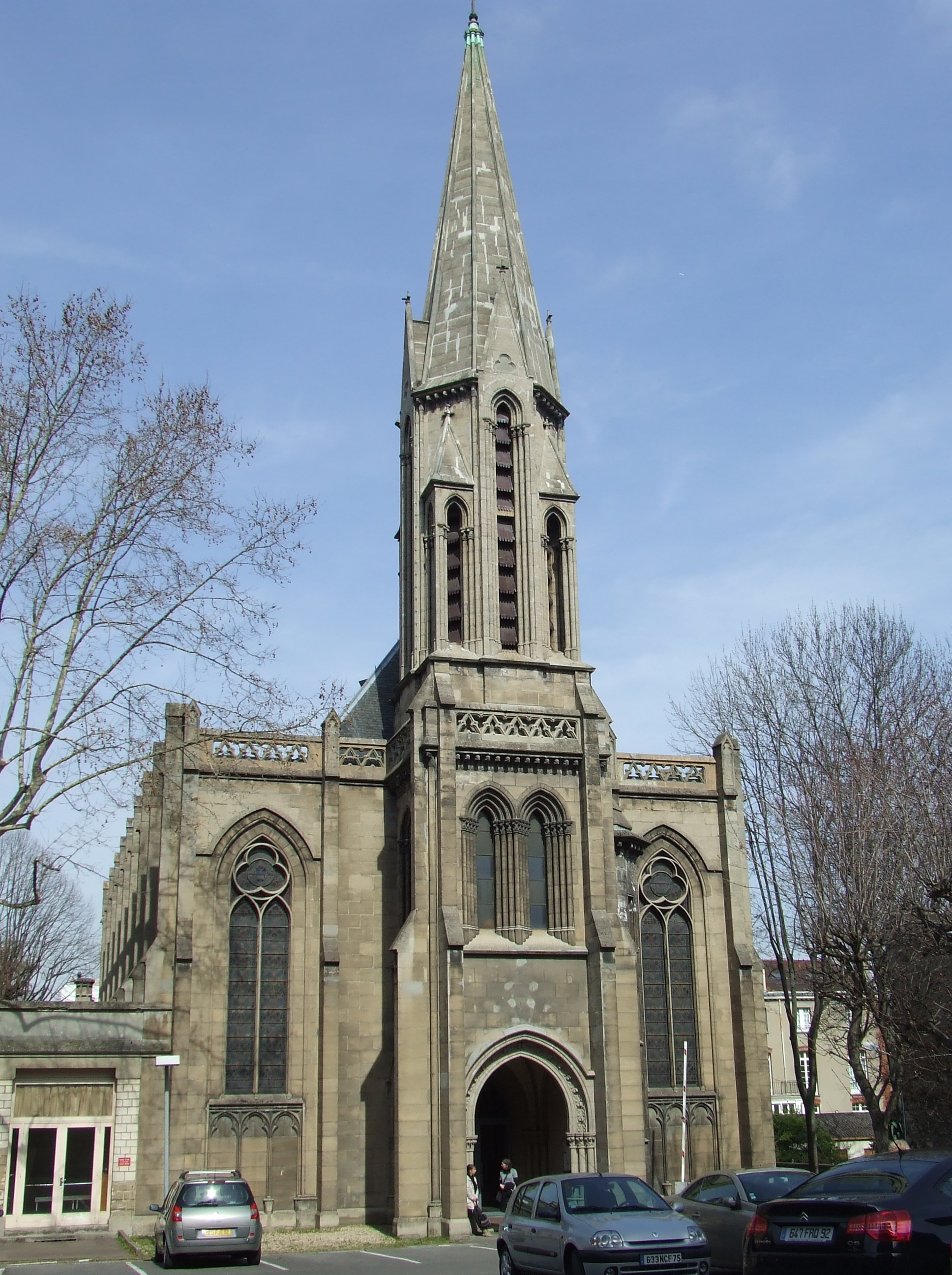
Capella S. Giovanna d'Arco, casa madre a Parigi.

Le Francescane Missionarie di Maria sono impegnate prevalentemente nelle missioni ad gentes: il loro apostolato si rivolge innanzitutto alle fasce della popolazione più povere ed emarginate.
Sono presenti in Europa (Austria, Belgio, Fær Øer, Germania, Irlanda, Islanda, Paesi Bassi, Regno Unito, Spagna, Italia, Malta, Ungheria, Polonia, Portogallo, Russia, Slovenia,  Svizzera, Ucraina), nelle Americhe (Argentina, Bolivia, Brasile, Canada, Cile, Colombia, Guadalupa, Guyana, Messico, Nicaragua, Paraguay, Perù, Stati Uniti d'America, Uruguay), in Africa (Angola, Burkina Faso, Repubblica Democratica del Congo, Repubblica del Congo, Ghana, Kenya, Madagascar, Marocco, Mauritius, Mozambico, Niger, Senegal, Sudafrica, Tunisia), in Asia (Birmania, Corea, Filippine, Giappone, Giordania, Hong Kong, India, Indonesia, Israele, Libano, Macao, Malaysia, Pakistan, Singapore, Siria, Sri Lanka, Taiwan, Vietnam): la sede generalizia è a Roma.
Al 31 dicembre 2005, la congregazione contava 7.124 religiose in 830 case,  6.698 religiose al 31 dicembre 2011.